# قلعه ربی

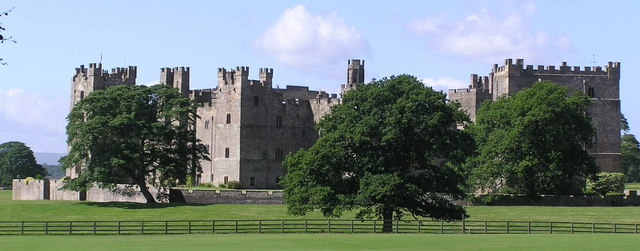

دژ ربی در روستای استین دراپ شهرستان دورهام انگلستان قرار دارد. مساحت قلعه ۸۱۰٬۰۰۰ مترمربع است. قلعه بین سال‌های ۱۳۶۷ تا ۱۳۹۰ ساخته شده‌است.